# 基弗巴赫河
47°36′22″N 12°12′7″E / 47.60611°N 12.20194°E

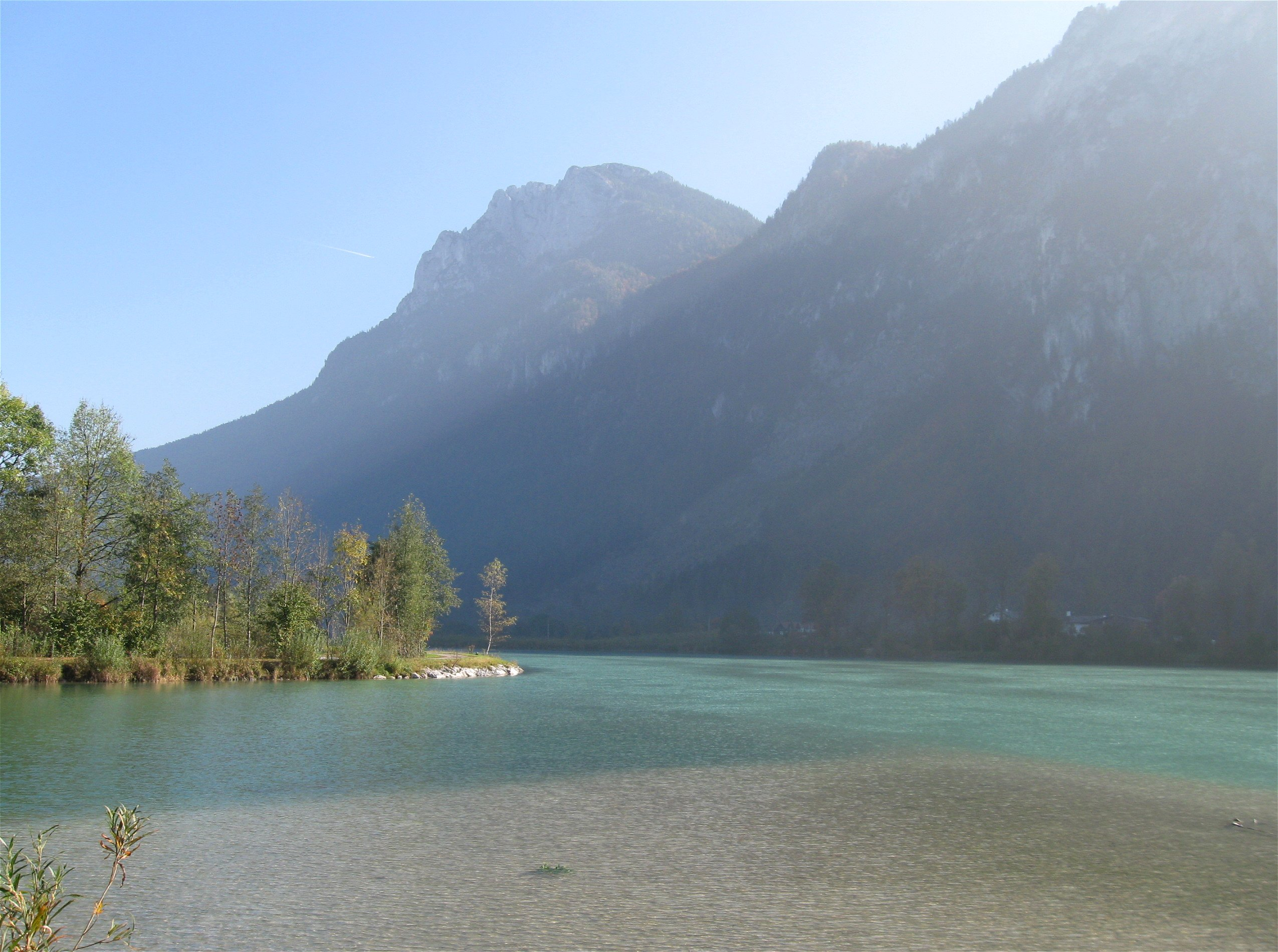
基弗巴赫河

基弗巴赫河（德語：Kieferbach），是中歐的河流，流經奧地利和德國之間，屬於因河的左支流，河道全長23.9公里，流域面積123.5平方公里，河口處在基弗斯費爾登附近。